# Arje Šeftel
Arje Šeftel (hebrejsky: אריה שפטל, žil 1905 – 28. září 1980) byl sionistický aktivista, izraelský politik a poslanec Knesetu za stranu Mapaj.

## Biografie
Narodil se ve Vilniusu v tehdejší Ruské říši (pak Polsko, dnes Litva). Vystudoval židovskou základní školu typu cheder, střední židovskou školu (ješiva) a učitelský seminář ve Vilniusu. V roce 1947 přesídlil do dnešního Izraele.

## Politická dráha
V roce 1921 se zapojil do činnosti mládežnického sionistického hnutí. Byl členem organizace he-Chaluc, učitelem a aktivistou organizace Tarbut ve Vilniusu a od roku 1925 i členem strany Po'alej Cijon. Během nacistické okupace pracoval v ghettu ve Vilniusu jako učitel, podílel se na odboji. Byl vězněn v koncentračních táborech v Estonsku a jinde. Po válce obnovoval židovský život v Polsku a vydával noviny v jidiš. Po přestěhování do dnešního Izraele byl tajemníkem zaměstnanecké rady ve městě Rišon le-Cijon a později i starostou tohoto města.
V izraelském parlamentu zasedl po volbách v roce 1949, kdy kandidoval za Mapaj. Byl členem parlamentního výboru mandátního, výboru pro záležitosti vnitra a výboru House Committee. Na poslanecký mandát rezignoval v únoru 1951. V Knesetu ho nahradil Jisra'el Ješa'jahu.